# Las Catitas
Las Catitas es una localidad y distrito del departamento Santa Rosa en la provincia de Mendoza, Argentina. 
Se encuentra ubicada en la intersección de las rutas Nacional 7 y Provincial 153, a 90 kilómetros de la capital provincial y a 10 kilómetros de Santa Rosa, capital del departamento. Según el censo de 2010, contaba con casi 6000 habitantes. 

## Historia
El origen y crecimiento del pueblo surge en el siglo XVIII a partir de la instalación de una posta de correos del mismo nombre por parte de la Renta Real de Correos de Buenos Aires.
 

En 1825, el viajero y botánico inglés John Miers, en su libro "Travels in Chile and La Plata", visita la zona y documenta las características aves que le dan origen al nombre del pueblo:
“Durante este día, observé numerosos pequeños loros verdes llamados catitas, muy comunes en toda esta inmensa travesía; son más pequeños que una tórtola. En el camino, pasamos cuatro tropas de mulas cargadas con barriles de vino de Mendoza; consistían en cincuenta, cuarenta y dos, cuarenta y treinta mulas."
También hace una descripción de la Posta de Las Catitas:
"A las veinte minutos pasadas las dos, llegamos a la posta de Las Catitas. Esta fue una de las postas más ordenadas que había visto en el viaje; consistía en una serie de edificios construidos con ladrillos de adobe, revestidos suavemente de yeso y blanqueados; en frente había un elegante corredor; detrás de la casa, y en un lado, había un gran jardín, cercado por un muro de tierra apisonada.”
A comienzos del siglo XX, la localidad vive una nueva época de crecimiento con la llegada del ferrocarril a partir del establecimiento en 1903 de la línea Las Catitas-San Rafael. La actividad ferroviaria del Ferrocarril Gran Oeste Argentino cumplió la función de trasladar petróleo desde Malargüe hasta Luján de Cuyo. En 1993 el ramal cerró de forma definitiva.
La estación ferroviaria (sin servicios de pasajeros en la actualidad) se llama José Néstor Lencinas.

## Economía
La economía de la zona se basa en la agricultura, principalmente uvas y frutas de carozo. También cuenta con actividad apícola. Los apicultores se agrupan en un consejo asesor que tiene como fin fortalecer la actividad, agregando valor, a través del intercambio de información y experiencia.

## Instituciones locales y barrios
Las Catitas cuenta con un Centro de Salud, un Centro de Integración Comunitario, la Escuelas Primaria 1-188 "Angelino Arenas Raffo", la 1-489 "Leandro Della Santa", la Escuela "Dr. Santiago Luis Mayorga", la Escuela "Amador Rodríguez", la Escuela "Antonio Ruiz Falucho", la Escuela "Martiniano Leguizamón", la Escuela 2Pedro del Castillo", la Escuela Secundaria "Prof. Osvaldo Pinto", una Escuela de Enseñanza Especial, la Escuela "Antonio Esteban Juricich", la Escuela de Oficios "Rosenda Quiroga", el CENS 3-431 para adultos, el Jardín Maternal "Pintando Amor", el Jardín "Virgen del Valle", el Jardín "Semillita de Mostaza", la Biblioteca Pública "Santa Rosa" (la 85° de la provincia), la Biblioteca Popular "Tulio Pusterla", una Oficina de Correo Argentino, un Banco Nación y Cajero Automático Link, una Sub-comisaría, una Terminal de Ómnibus, Club Sociales, una Delegación de Anses, INTA y PAMI.  
Barrios y parajes
- Catitas Centro - Barrio Arenas Raffo - Las Chircas - San Cayetano - Los Espinillos - La Costanera - Los Lotes - La Piedad - Colonia Sur - Colonia Norte - Catitas Viejas - La Cieneguita - Pichi Ciego - San Martino - La Josefa - Precursor.División política del Departamento de Santa Rosa.

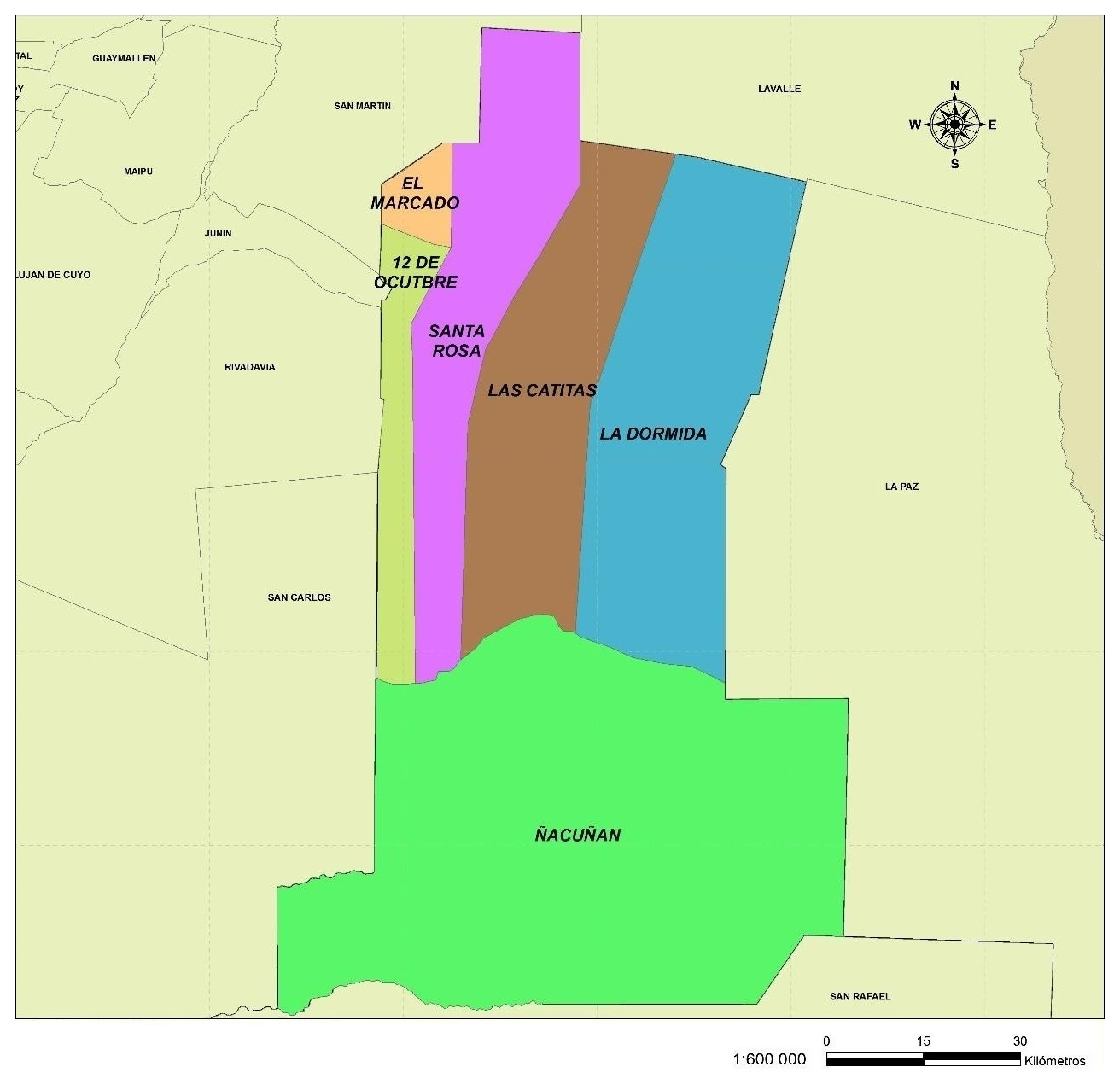
División política del Departamento de Santa Rosa.

## Personalidades destacadas
- Leonardo Favio (1938-2012) (nombre artístico de Fuad Jorge Jury), cineasta y cantautor argentino.

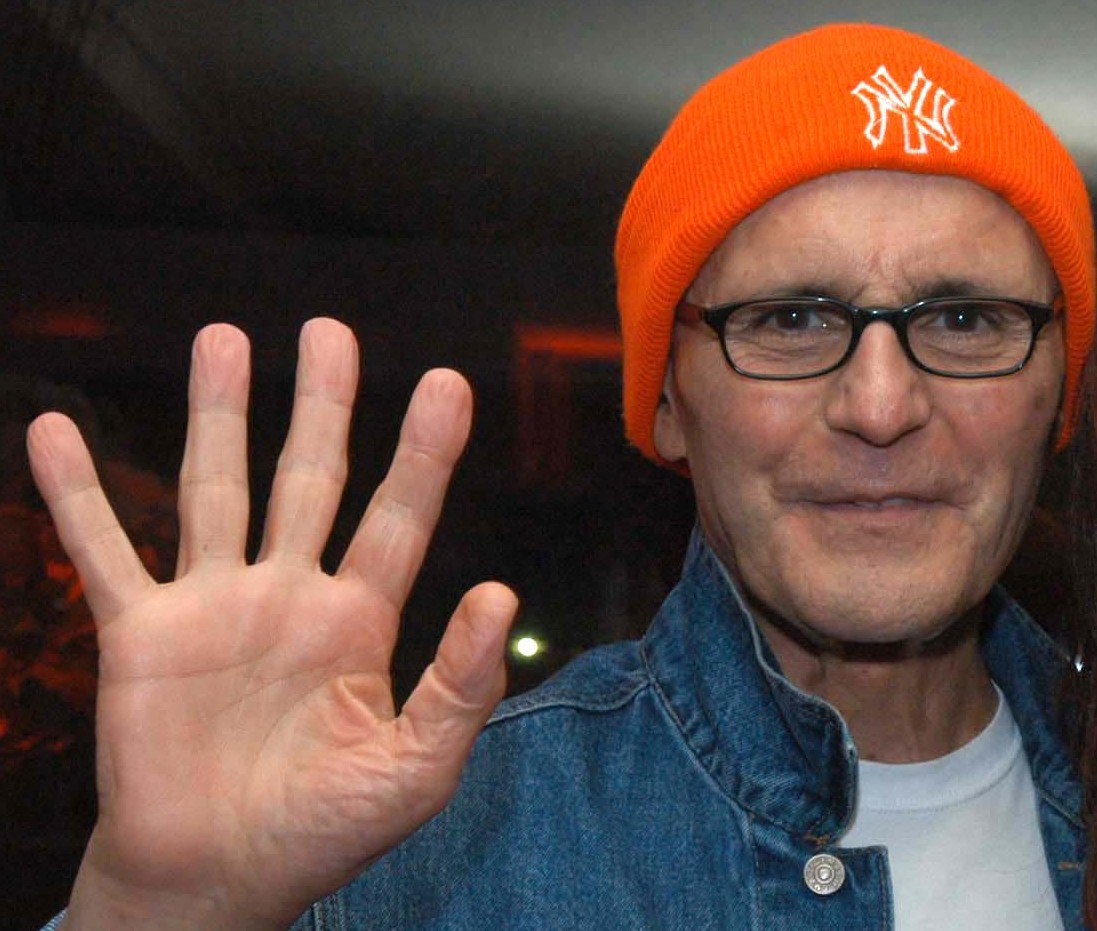
Leonardo Favio fotografiado en 2005

## Sismicidad
La sismicidad del área de Cuyo (centro oeste de Argentina) es frecuente y de intensidad baja, y un silencio sísmico de terremotos medios a graves cada 20 años.
Sismo de 1861Aunque dicha actividad geológica catastrófica ocurre desde épocas prehistóricas, el terremoto del 20 de marzo de 1861 (163 años) señaló un hito importante dentro de la historia de eventos sísmicos argentinos ya que fue el más fuerte registrado y documentado en el país. A partir del mismo la política de los sucesivos gobiernos mendocinos y municipales han ido extremando cuidados y restringiendo los códigos de construcción. Y con el terremoto de San Juan de 1944 del 15 de enero de 1944 (81 años) el gobierno sanjuanino tomó estado de la enorme gravedad sísmica de la región.